# Stephan Küsters
Stephan Küsters (* 6. Oktober 1971 in Dinslaken) ist ein ehemaliger deutscher Fußballspieler und heutiger -trainer.

## Sportliche Laufbahn
Küsters, in Dinslaken geboren, wuchs in Duisburg-Hamborn auf und begann das Fußballspielen in den Jugendabteilungen des SV Walsum und des SuS 09 Dinslaken. Durch seine Leistungen wurde der Krefelder Verein Bayer 05 Uerdingen auf ihn aufmerksam und verpflichtete ihn. Nach seiner Jugendzeit stand er weitere vier Jahre bei Bayer unter Vertrag. Dort wurde er vorrangig im Amateurteam eingesetzt, kam aber auch bei den Profis zum Einsatz. Küsters absolvierte neun Spiele in der Bundesliga und vier Spiele in der 2. Bundesliga. Da er nicht auf mehr Einsatzzeit kam, wechselte er 1994 zum SC Jülich 1910, wo er zwei Spielzeiten in der Oberliga Nordrhein viertklassig spielte. Von dort wechselte er zum FC Remscheid, der gerade aus der Oberliga in die Regionalliga aufgestiegen war. In seiner ersten Spielzeit 1996/97 konnte die Liga mit einem Punkt Vorsprung gehalten werden. Im Folgejahr wurde Remscheid 13. und Küsters wechselte zum Ligarivalen Preußen Münster. Für Münster schnürte er die folgenden acht Jahre die Schuhe in der drittklassigen Regionalliga.

## Trainer- und Funktionärslaufbahn
Im Anschluss an seine Profizeit übernahm er, teilweise noch selbst auf dem Feld stehend, den Trainerposten bei Hamborn 07 in der Verbandsliga Niederrhein, den er bis April 2007 innehatte. Weitere Tätigkeiten waren die des Scouts bei Preußen Münster sowie des Sportlichen Leiters beim FC Viktoria Köln. Von Juli 2020 bis April 2023 amtierte Küsters als Sportlicher Leiter beim Regionalligisten Wuppertaler SV. Danach kehrte er ab Mai 2023 in seine frühere Funktion beim Drittligisten FC Viktoria Köln zurück.